# Sisu Pasi
Patria Pasi (dříve znám jako Sisu Pasi) je finský obojživelný kolový obrněný transportér 6x6 vyráběný společností Sisu Auto (později Patria). Vyrobeno bylo více než 1800 vozidel tohoto typu. Existuje v řadě modifikací.

## Vývoj

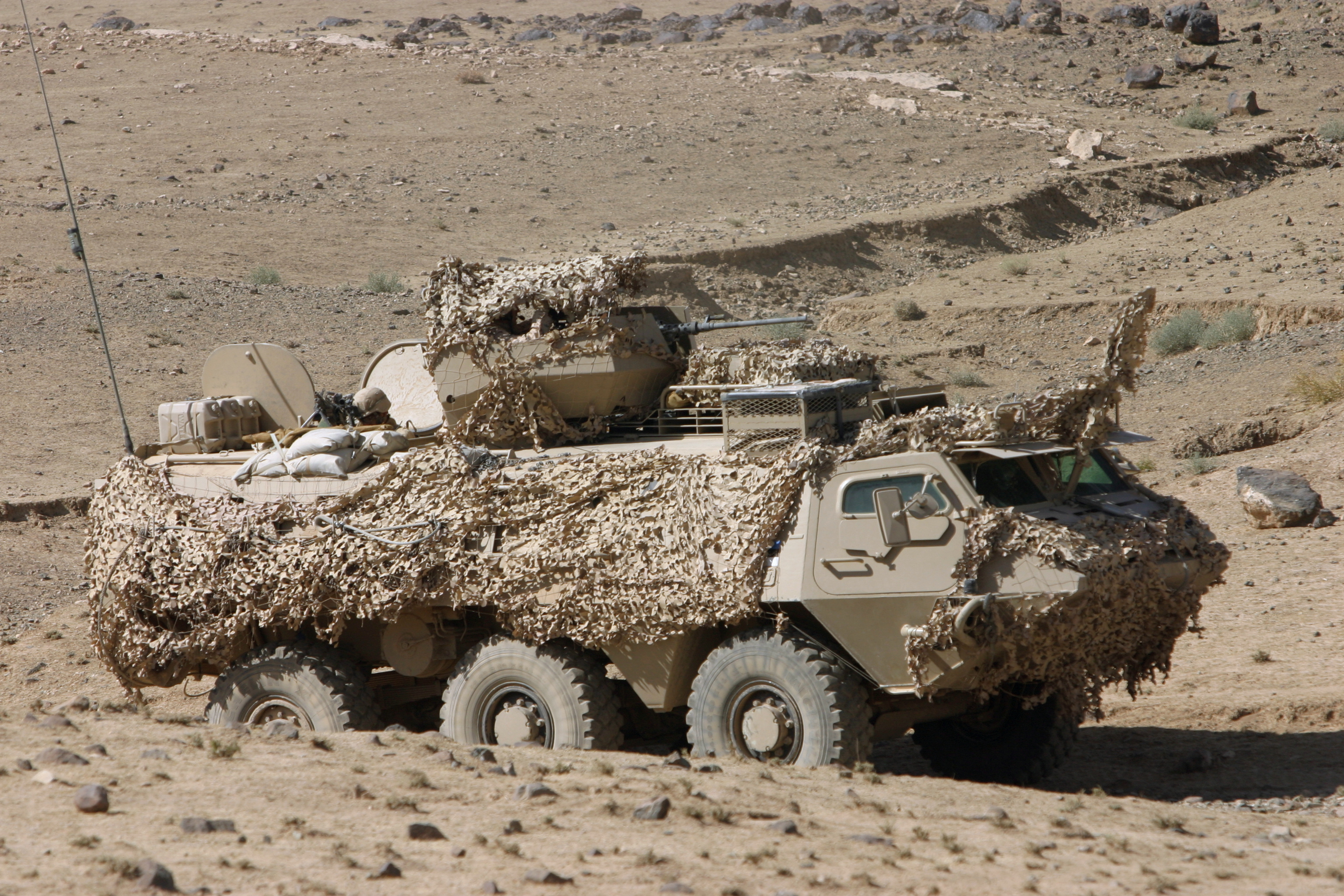
Estonský XA-180 během nasazení v Afghánistánu

Vozidlo Sisu XA-180 bylo roku 1983 vybráno jako náhrada sovětských obrněných transportérů BTR-60, provozovaných finskými ozbrojenými silami. Sériová výroba byla zahájena roku 1984. Nejprve pro Finsko, ale po úspěšném nasazení XA-180 v mírových misích jej objednaly rovněž Irsko, Norsko, Rakousko a Švédsko. Uživateli vozidla se staly i další státy. Konstrukce byla postupně zdokonalována.

## Konstrukce

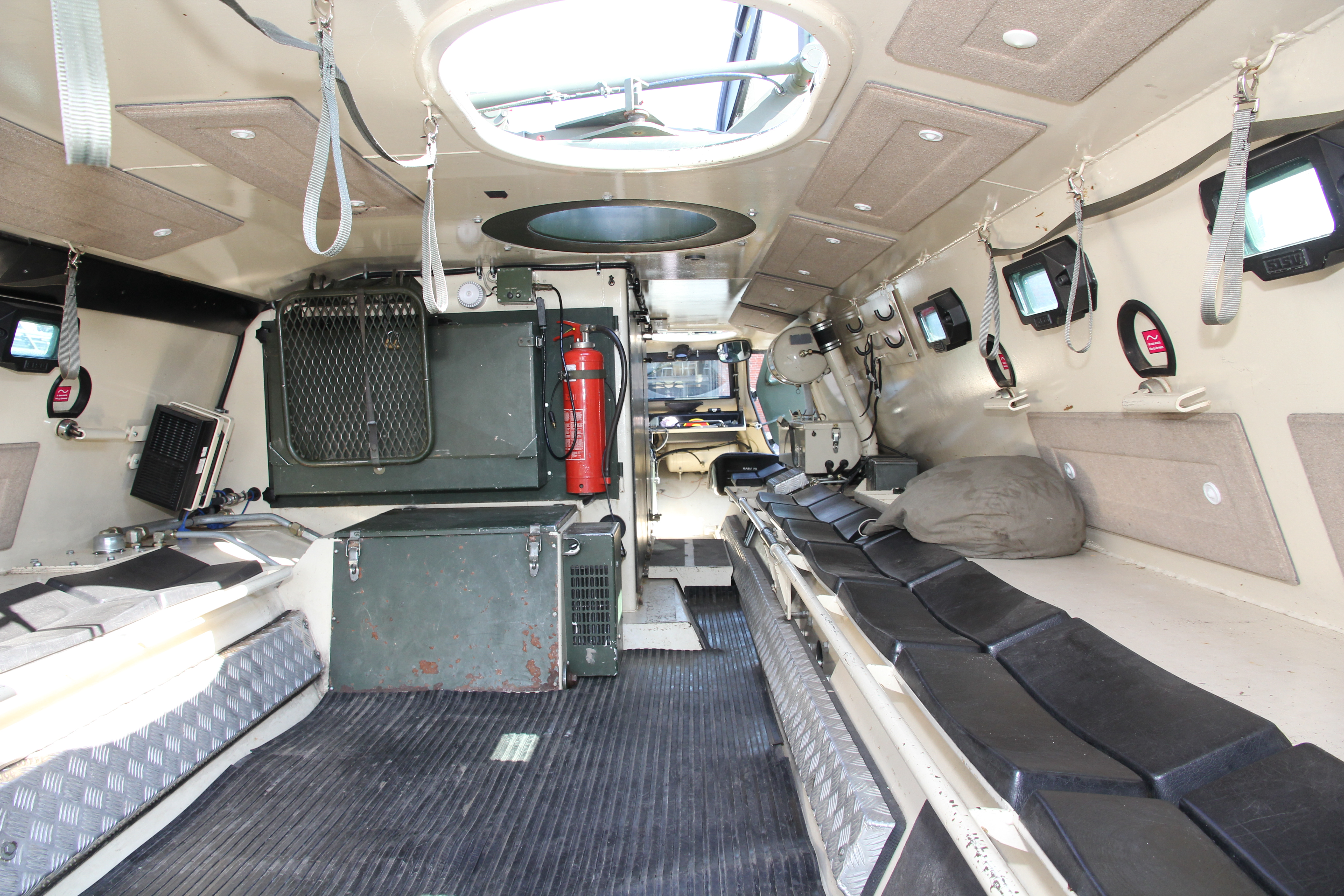
Interiér XA-180

Vozidlo využívá komponentů vojenského nákladního automobilu 4x4 Sisu SA-150. V přídi XA-180 se nachází kabina řidiče, za ní je motorový prostor a v zadní části je prostor pro výsadek. Vozidlo pojme až deset vojáků s vybavením. Využívají dvojdílná vrata na zádi a stropní poklopy. Pancéřování má sílu 6–12 mm. Kabina má pancéřová skla a sklopné pancéřové kryty.
XA-180 původně nenesly žádnou výzbroj. Později byl doplněn 12,7mm kulomet. V zahraničních misích vozidla nesla i 12,7mm dvoukulomet, nebo věžičky s další výzbrojí. Posádka dále mohla využít střílny pro palbu ze svých ručních zbraní. Vozidlo má znak náprav 6x6 a pohon všech kol. Je plně obojživelné. Pohání jej diesel Valmet 611 o výkonu 236 hp. Na hladině jej pohání vodní trysky. Nejvyšší rychlost dosahuje 100 km/h. Dojezd je 800 km.

## Varianty

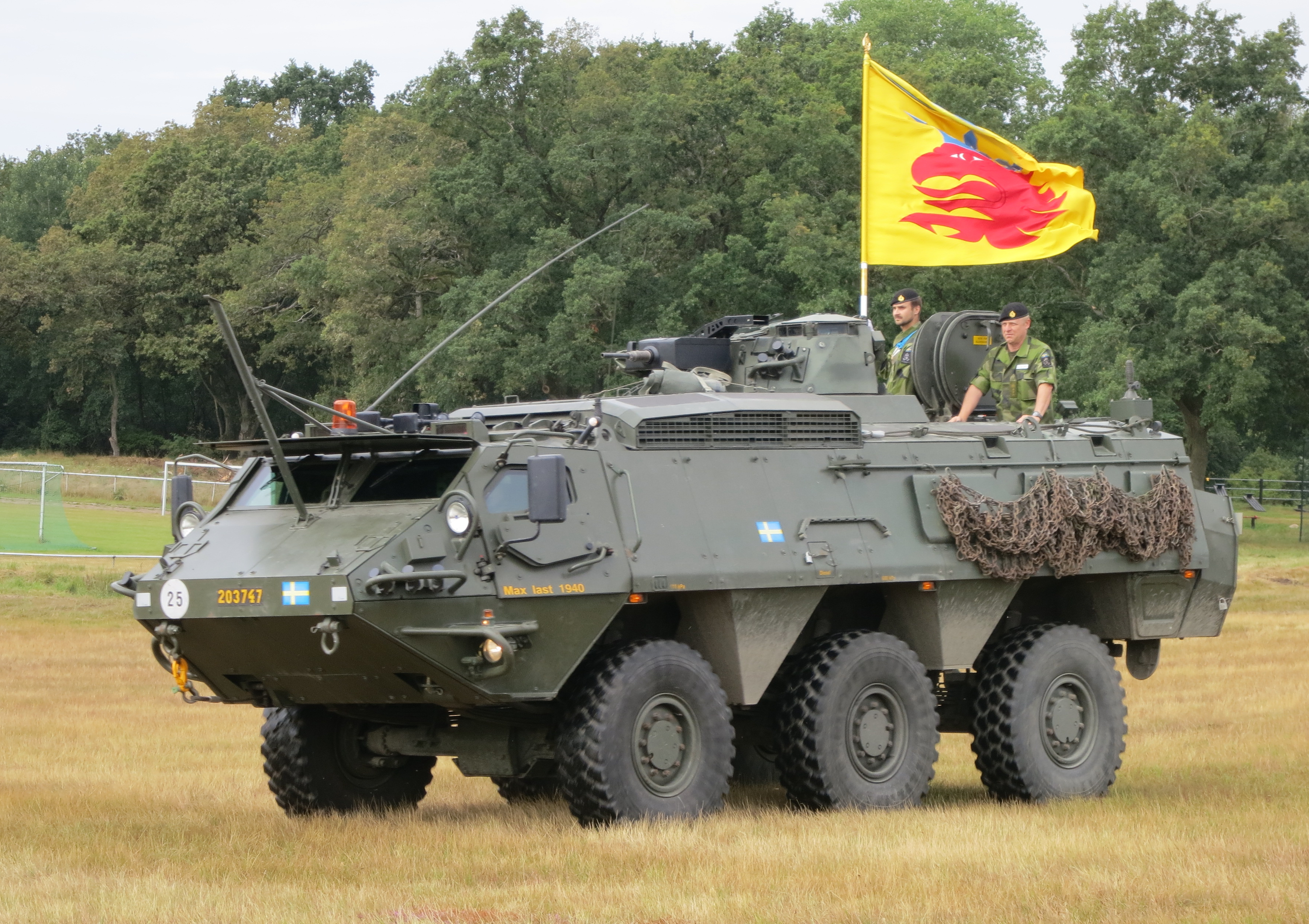
Švédský XA-203

- XA-180 – Základní varianta obrněného transportéru.
- XA-181 – Protiletadlový komplet Crotale NG. Vyrobeno 21 kusů. Finské označení systému je ItO 90.[2]
- XA-185 – Upravené střešní poklopy, silnější motor o výkonu 246 hp. Verze stavěná ve velkých počtech.
- XA-186 – Vozidla nasazená Norskem do mezinárodních misí. Vyzbrojena věží se dvěma 12,7mm kulomety.[1]
- XA-188 – Raná varianta XA-200. Nizozemsko a Estonsko.[1]
- XA-200 – Série XA-200 má vylepšenou ochranu. Vyvinuta byla jako dočasná náhrada starších verzí XA-185 před dodáním nového typu Patria AMV. Finsko, Nizozemsko, Norsko a Švédsko.[3]

## Uživatelé

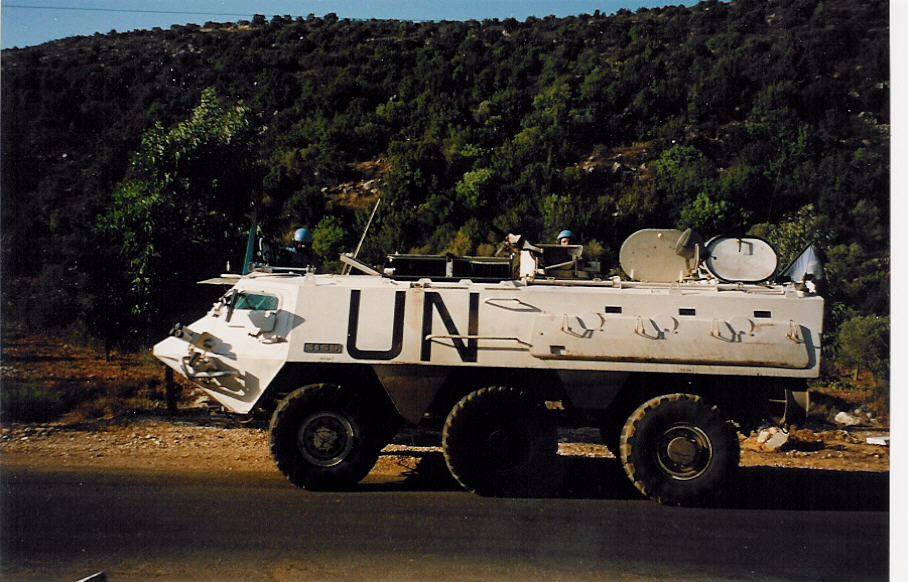
XA-180 v barvách OSN

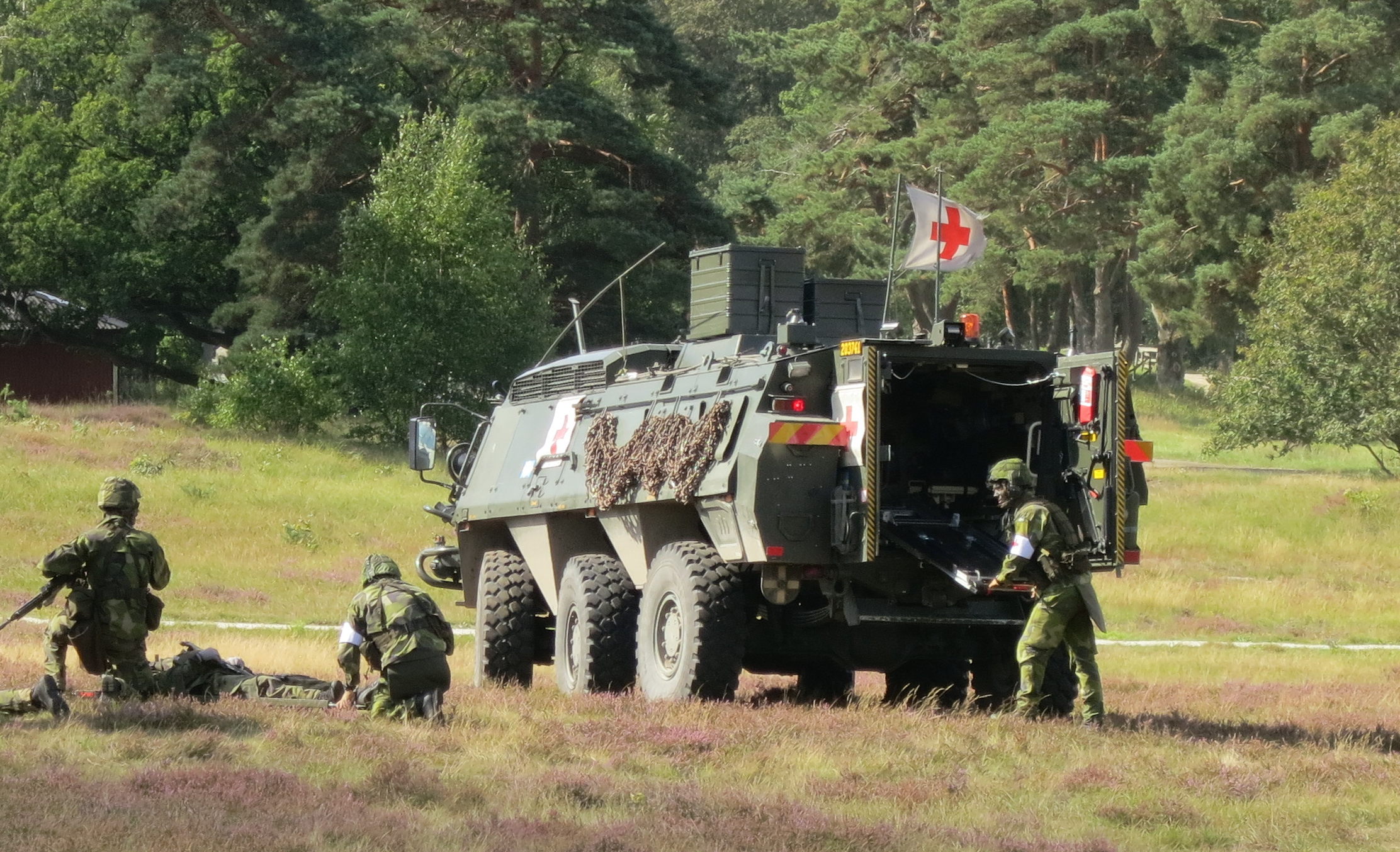
Zdravotnický XA-203

### Současní
- Estonsko
- Finsko
- Ghana
- Norsko
- Organizace spojených národů
- Rakousko
- Švédsko
- Ukrajina – Roku 2022 dodáno 20–30 vozidel XA-185.[1] Dle nezávislého webu Oryx ztratila Ukrajina za ruské invaze k září 2024 dle volně dostupné fotodokumentace nejméně 6 strojů, dalších pět bylo poškozeno či opuštěno a jeden zajat Rusy.[4]

### Bývalí
- Dánsko
- Irsko
- Nizozemsko